# Bahnhof Holborn Viaduct
| \| \| \| Farringdon \| \| \| \| \| \| \| \| \| \| Anfang des Snow-Hill-Tunnel \| \| \| \| \| \| \| \| \| \| Snow Hill/Holborn Viaduct Low Level \| \| \| \| \| City Thameslink und Holborn Viaduct \| \| \| \| \| ursprüngliches Ende des Snow-Hill-Tunnels \| \| \| \| \| \| \| \| \| \| heutiges Ende des Tunnels \| \| \| \| \| Ludgate Hill \| \| \| \| \| Blackfriars \| \| |  |                                           |                                           |
| Bahnhof · U-Bahn-Bahnhof |  | Farringdon                                | Farringdon                                |
| Abzweig geradeaus und ehemals nach links · U-Bahn-Strecke nach links |  |                                           |                                           |
| Wechsel des Eisenbahninfrastrukturunternehmens |  | Anfang des Snow-Hill-Tunnel               | Anfang des Snow-Hill-Tunnel               |
| Abzweig geradeaus und ehemals von links |  |                                           |                                           |
| ehemaliger Haltepunkt / Haltestelle |  | Snow Hill/Holborn Viaduct Low Level       | Snow Hill/Holborn Viaduct Low Level       |
| Bahnhof · Kopfbahnhof Streckenanfang (Strecke außer Betrieb) |  | City Thameslink und Holborn Viaduct       | City Thameslink und Holborn Viaduct       |
| Wechsel des Eisenbahninfrastrukturunternehmens · Strecke (außer Betrieb) |  | ursprüngliches Ende des Snow-Hill-Tunnels | ursprüngliches Ende des Snow-Hill-Tunnels |
| Abzweig geradeaus und ehemals von links · Strecke nach rechts (außer Betrieb) |  |                                           |                                           |
| Wechsel des Eisenbahninfrastrukturunternehmens |  | heutiges Ende des Tunnels                 | heutiges Ende des Tunnels                 |
| ehemaliger Haltepunkt / Haltestelle |  | Ludgate Hill                              | Ludgate Hill                              |
| Bahnhof |  | Blackfriars                               | Blackfriars                               |

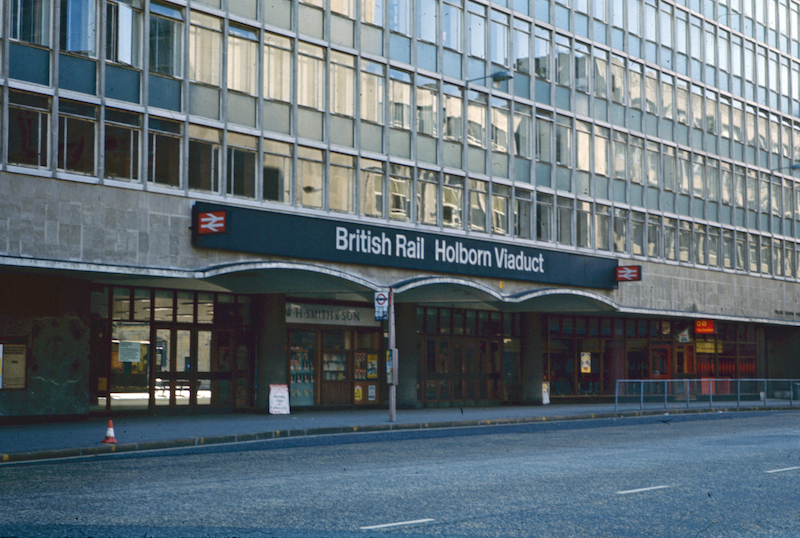
Der Bahnhof Holborn Viaduct 1977

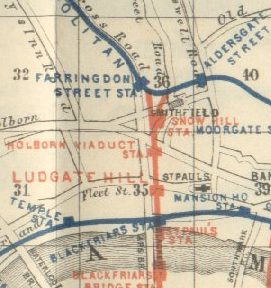
Lage des Snow-Hill-Tunnels und des Bahnhofs Holborn Viaduct

Holborn Viaduct war ein Bahnhof im Zentrum von London. Er lag an der gleichnamigen Straße am Westrand der City of London. Ein Teil war als Kopfbahnhof errichtet worden, ein zweiter Teil als Durchgangsbahnhof.

## Holborn Viaduct
Der sechsgleisige Kopfbahnhof Holborn Viaduct wurde am 2. März 1874 als zusätzliche Endstation der London, Chatham and Dover Railway (LC&DR) eröffnet. Er lag an einem 267 Meter langen Abzweig der Strecke durch den Snow-Hill-Tunnel. Der Personenverkehr durch den Tunnel wurde 1916 eingestellt, wegen der kurzen Entfernung (640 Meter) zum Bahnhof Blackfriars wurde 1929 auch die Zwischenstation Ludgate Hill geschlossen.
Mitte der 1980er Jahre nahm man den Snow-Hill-Tunnel wieder für den Personenverkehr in Betrieb. Die Bedienung des Bahnhofs Holborn Viaduct wurde schrittweise reduziert, die Schließung erfolgte am 26. Januar 1990. Das Bahnhofsgebäude, in dem sich auch ein Hotel befand, wurde abgerissen. Als Ersatz entstand im darunter liegenden Tunnel der Bahnhof City Thameslink.

## Snow Hill / Holborn Viaduct Low Level
Am 1. August 1874 eröffnete die LC&DR auch die zweigleisige Station Snow Hill. Diese lag unterirdisch im Snow-Hill-Tunnel, der die LC&DR mit der Metropolitan Railway bei Farringdon verband.
Die Station befand sich unmittelbar nördlich des Kopfbahnhofs Holborn Viaduct und wurde 1912 in Holborn Viaduct Low Level umbenannt. Mit der Einstellung des Personenverkehrs durch den Tunnel am 1. Juni 1916 endete auch der Betrieb der Station. Die beiden Seitenbahnsteige sind teilweise erhalten geblieben und von den vorbeifahrenden Zügen aus sichtbar.